# A Bitter Lullaby
A Bitter Lullaby är en låt framförd av Martin Almgren i Melodifestivalen 2018. Bidraget som tävlade i den tredje deltävlingen gick direkt till final. I finalen slutade bidraget på åttonde plats med 84 poäng.
Låten är skriven av Josefin Glenmark och Märta Grauers.

## Listplaceringar
| Lista (2018)         | Topp- placering |
| -------------------- | --------------- |
| Sverige (Digilistan) | 27              |